# Resolución 1441 del Consejo de Seguridad de las Naciones Unidas
La Resolución 1441 del Consejo de Seguridad de las Naciones Unidas es una resolución del Consejo de Seguridad de las Naciones Unidas adoptada por unanimidad el 8 de noviembre de 2002, ofreciendo al Iraq bajo el gobierno de Saddam Hussein "una última oportunidad para cumplir con sus obligaciones de desarme " que se habían establecido en varias resoluciones anteriores (Resoluciones 660, 661, 678, 686, 687, 688, 707, 715, 986 y 1284 ).  Estados Unidos lo utilizó como parte de la justificación legal para la posterior invasión de Irak liderada por Estados Unidos .   
La Resolución 1441 declaró que Iraq había incumplido materialmente los términos del alto el fuego establecidos en la Resolución 687. Las violaciones de Iraq no sólo se relacionaron con armas de destrucción masiva (ADM), sino también con la conocida construcción de tipos prohibidos de misiles, la compra e importación de armamentos prohibidos y la continua negativa de Iraq a compensar a Kuwait por el saqueo generalizado llevado a cabo por sus tropas durante la invasión y ocupación de 1990-1991 . También se afirmó que "...las declaraciones falsas u omisiones en las declaraciones presentadas por el Iraq de conformidad con esta resolución y el hecho de que el Iraq no cumpla en ningún momento esta resolución ni coopere plenamente en su aplicación constituirán otro incumplimiento material de las obligaciones del Iraq".

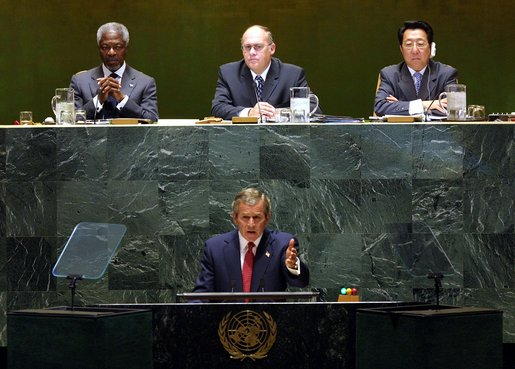
George W. Bush se dirigió a la Asamblea General el 12 de septiembre de 2002 para exponer las quejas de los Estados Unidos contra el gobierno iraquí.

La resolución en sí nunca mencionó una guerra y sólo exigió que Irak apoyara las inspecciones de la UNMOVIC y el OIEA . 
El 12 de septiembre de 2002, el Presidente de los Estados Unidos, George W. Bush, se dirigió a la Asamblea General y expuso un catálogo de quejas contra el gobierno iraquí.  Entre ellos se incluían:
- "En violación de la resolución 1373 del Consejo de Seguridad, Irak apoya a organizaciones terroristas que dirigen la violencia contra Irán, Israel y los gobiernos occidentales... y Al Qaeda. [sic]   Se sabe que terroristas que escaparon de Afganistán están en Irak".
- En 2001, la Comisión de Derechos Humanos de las Naciones Unidas consideró que había violaciones de los derechos humanos "extremadamente graves".
- Producción y uso iraquí de armas de destrucción masiva (armas biológicas, armas químicas y misiles de largo alcance), todo ello en violación de las resoluciones de la ONU.
- Irak utilizó los ingresos del programa de la ONU “ petróleo por alimentos ” para comprar armas en lugar de alimentos para su pueblo.
- Irak violó flagrantemente los términos del programa de inspección de armas antes de interrumpirlo por completo.

Tras el discurso, se iniciaron negociaciones intensivas con otros miembros del Consejo de Seguridad. En particular, se sabía que tres miembros permanentes (con poder de veto) del Consejo tenían dudas sobre una invasión de Irak: Rusia, China y Francia.
El texto de la resolución fue elaborado conjuntamente por Estados Unidos y el Reino Unido, resultado de ocho semanas de tumultuosas negociaciones, en particular con Rusia y Francia. Francia cuestionó la frase "consecuencias graves" y afirmó repetidamente que cualquier "violación material" encontrada por los inspectores no debería conducir automáticamente a la guerra; en cambio, la ONU debería aprobar otra resolución que decida el curso de acción. A favor de esta opinión está el hecho de que las resoluciones anteriores que legitimaban la guerra bajo el Capítulo VII utilizaban términos mucho más fuertes, como "...todos los medios necesarios..." en la Resolución 678 de 1990, y que la Resolución 1441 establecía que el Consejo de Seguridad "seguiría ocupándose del asunto".
El 8 de noviembre de 2002, el Consejo de Seguridad aprobó la Resolución 1441 por unanimidad, con 15 votos a favor y 0 en contra; Rusia, China, Francia y Siria, el único Estado árabe, votaron a favor, lo que dio a la Resolución 1441 un apoyo más amplio incluso que la resolución de la Guerra del Golfo de 1990 .
Aunque algunos políticos han argumentado que la resolución podría autorizar la guerra bajo ciertas circunstancias, los representantes en la reunión fueron claros en que ese no era el caso. El embajador de Estados Unidos ante las Naciones Unidas, John Negroponte, dijo:
 
El mensaje fue confirmado además por el embajador en Siria:
 

## Implementación
El Iraq aceptó la resolución el 13 de noviembre.  Los inspectores de armas regresaron el 27 de noviembre, encabezados por Hans Blix, de la UNMOVIC, y Mohamed ElBaradei, del Organismo Internacional de Energía Atómica. Los inspectores habían estado ausentes de Irak desde diciembre de 1998, cuando fueron retirados inmediatamente antes de la Operación Zorro del Desierto .
Los inspectores comenzaron a visitar lugares donde se sospechaba que se producían armas de destrucción masiva, pero no encontraron pruebas de tales actividades, a excepción de 18 cohetes químicos de 122 mm no declarados que fueron destruidos bajo la supervisión de la UNMOVIC.  Como se descubrió después de la invasión de Irak, no se producía ninguna arma de destrucción masiva ni existían arsenales al respecto. Los inspectores de la ONU también encontraron que los misiles Al-Samoud 2 y Al-Fatah violaban las restricciones de alcance de la ONU, y los primeros también fueron parcialmente destruidos bajo la supervisión de la UNMOVIC. Por lo tanto, el debate sobre la Resolución 1441 gira en torno a si, a pesar de la ausencia de armas de destrucción masiva y la aceptación de inspecciones, Irak no cumplió con los términos de la Resolución, y si una invasión estaba justificada en ausencia de otras resoluciones del Comité de Seguridad de las Naciones Unidas sobre el tema.
El 7 de diciembre de 2002, Irak presentó su declaración de armas de 12.000 páginas ante las Naciones Unidas para cumplir los requisitos de esta resolución. Los cinco miembros permanentes del Consejo de Seguridad recibieron versiones sin editar del informe, mientras que una versión editada se puso a disposición de los demás Estados miembros de la ONU. El 19 de diciembre, Hans Blix informó ante las Naciones Unidas y declaró en relación con el informe del 7 de diciembre del Iraq (versión sin editar): "Durante el período 1991-1998, el Iraq presentó muchas declaraciones calificadas de completas, definitivas y completas. Lamentablemente, gran parte de esas declaraciones resultó ser inexacta o incompleta o no estaba respaldada por pruebas o contradicha. En tales casos, no se puede tener la certeza de que se hayan eliminado programas o artículos prohibidos". En marzo, Blix declaró que el informe del 7 de diciembre no había sacado a la luz ninguna nueva prueba documental.
El Iraq siguió sin rendir cuentas de importantes reservas de productos químicos y biológicos cuya existencia, según habían confirmado los inspectores de la UNMOVIC, aún no se había producido en 1998. Iraq afirmó que había eliminado sus reservas de ántrax en un lugar específico, pero la UNMOVIC consideró imposible confirmarlo porque Iraq no había permitido que los inspectores presenciaran la destrucción, como lo exigen las resoluciones pertinentes. Las pruebas químicas realizadas en el lugar no pudieron demostrar que se hubiera destruido ántrax allí.
Hans Blix y Mohamed ElBaradei presentaron varios informes a la ONU detallando el nivel de cumplimiento de la Resolución 1441 por parte de Irak    El 27 de enero de 2003, el Inspector Jefe de Armas de la ONU, Sr. Blix, se dirigió al Consejo de Seguridad de la ONU y declaró: "Irak parece no haber llegado a una aceptación genuina -ni siquiera hoy- del desarme que se le exigió y que necesita llevar a cabo para ganar la confianza del mundo y vivir en paz".  Blix continuó afirmando que el régimen iraquí supuestamente había extraviado "1.000 toneladas" de agente nervioso VX, uno de los más tóxicos jamás desarrollados. 
A mediados de febrero, los problemas del ántrax, el agente nervioso VX y los misiles de largo alcance seguían sin resolverse. El informe de Blix del 7 de marzo afirmaba que "Irak, con un sistema administrativo altamente desarrollado, debería poder proporcionar más pruebas documentales sobre sus programas de armas prohibidas. Hasta ahora sólo han salido a la luz unos pocos documentos nuevos de ese tipo y se han entregado desde que comenzamos las inspecciones".
El informe de Blix también decía:
 
En ese momento, la administración estadounidense afirmó que Iraq seguía incumpliendo materialmente las resoluciones de las Naciones Unidas y que, según la resolución 1441, esto significaba que el Consejo de Seguridad debía reunirse inmediatamente "para considerar la situación y la necesidad de que se cumplieran plenamente todas las resoluciones pertinentes del Consejo a fin de asegurar la paz y la seguridad internacionales".
Antes de la reunión, el presidente francés Jacques Chirac declaró el 10 de marzo que Francia vetaría cualquier resolución que condujera automáticamente a la guerra. Esto provocó manifestaciones abiertas de consternación por parte de los gobiernos de Estados Unidos y Gran Bretaña. El esfuerzo británico por lograr la unanimidad y una "segunda resolución" fue prácticamente abandonado en ese momento.
En el período previo a la reunión, se hizo evidente que la mayoría de los miembros del Consejo de Seguridad de las Naciones Unidas se opondrían a cualquier resolución que condujera a la guerra. Como resultado, no se presentó ninguna resolución de ese tipo al consejo.
At the Azores Summit of 16 March, Tony Blair, George W. Bush, Spanish prime minister José María Aznar as well as Portuguese prime minister José Manuel Barroso who hosted the meeting, announced the imminent deadline of 17 March for complete Iraqi compliance, with statements such as "Tomorrow is a moment of truth for the world". On the 17th, speeches by Bush and UK Foreign Secretary Jack Straw explicitly declared the period of diplomacy to be over, as declared by Resolution 1441's prohibition on giving Iraq new opportunities for compliance, and that no further authorization from the UN would be sought before an invasion of Iraq (see 2003 invasion of Iraq). The US and Britain, while admitting that such a resolution was diplomatically desirable, insisted that Iraq had now been given enough time (noting also the time since the first disarmament resolutions of 1991) to disarm or provide evidence thereof, and that war was legitimized by 1441 and previous UN resolutions. Non-permanent Security Council member Spain declared itself with the US and Britain. Nevertheless, this position taken by the Bush administration and its supporters, has been and still is being disputed by numerous legal experts. According to most members of the Security Council, it is up to the council itself, and not individual members, to determine how the body's resolutions are to be enforced.

## Secuelas
Después de la invasión, la administración Bush encargó al Grupo de Investigación de Irak que determinara si efectivamente existían armas de destrucción masiva en Irak. Después de un año y medio de búsqueda meticulosa en el país, los inspectores informaron: 
 
La revisión fue realizada por Charles A. Duelfer y el Iraq Survey Group. En octubre de 2004, Bush dijo sobre el análisis de Duelfer: "El inspector jefe de armas, Charles Duelfer, ha emitido un informe exhaustivo que confirma la conclusión anterior de David Kay de que Irak no tenía las armas que nuestra inteligencia creía que estaban allí". 